# Hensley Koeiman
Hensley Koeiman, né le 21 mai 1956 à Curaçao, est un homme politique néerlandais, membre du parti MAN. Il est Premier ministre de l'État autonome de Curaçao du 23 décembre 2016 au 24 mars 2017.